# Нагель, Ларион Тимофеевич
Ларион Тимофеевич Нагель (нем. Ludwig von Nagel; 1738 — 1808) — действительный тайный советник, правитель Иркутского наместничества, лифляндский и эстляндский генерал-губернатор.

## Биография
Происходил из голландских дворян. На службу поступил в 1748 году. 13 марта 1763 года произведён в ротмистры, 1 января 1770 года — в секунд-майоры. В 1772 году в чине премьер-майора участвовал в войне с Барской конфедерацией (1769—1772) под командованием А. В. Суворова, который высоко оценил Нагеля:

Сей господин майор во всю его бытность в команде моей находился, человек исправной и усердной к службе, как и его командою весьма доволен, которого с его офицерами рекомендую отменными.— цит. по:
27 октября 1775 года получил чин подполковника. в 1776—1778 годах командовал Ахтырским гусарским полком. 22 сентября 1779 года произведён в полковники. С 24 ноября 1780 по 21 апреля 1789 — командир Кабардинского полка.
В Кавказской войне командовал Селенгинским полком. 6 мая 1784 г. основал крепость Владикавказ. 2 ноября 1785 г. отряд под его командованием разбил 20-тысячные отряды шейха Мансура у села Татартуп. 30 ноября 1785 года императрица Екатерина II в рескрипте, данном на имя светлейшего князя Потёмкина-Таврического, отметила выдающиеся заслуги полковника Нагеля и наградила его орденом св. Владимира 3-й степени. В 1787 году произведён в бригадиры, а 14 апреля 1789 года — в генерал-майоры.
В 1791 году был назначен правителем Иркутского наместничества с производством в тайные советники, и за свои труды по управлению краем в 1792 году награждён орденом св. Владимира 2-й степени. Высочайшим указом 13 декабря 1797 года Нагель согласно прошению был уволен от должности иркутского наместника, «за ревностную же и похвальную его 49-ти летнюю службу» Всемилостивейше пожалован в действительные тайные советники с производством жалованья до смерти.
Тем не менее, спустя год, 26 октября 1798 года, Нагель был вновь принят на службу и Высочайшим указом назначен лифляндским и эстляндским генерал-губернатором с жалованием по 6000 рублей в год. В июле 1799 года ему была пожалована аренда, а 22 октября того же года император Павел I указом на имя государственного казначея барона А. И. Васильева повелел отдавать Нагелю часть дохода с каждого корабля, приходившего в Ригу; три дня спустя он был награждён орденом Святого Александра Невского. 26 сентября 1800 года Нагель был уволен от службы с обращением получаемого им жалования "в пенсион, по жизнь".
В 1801 году (по другим данным, в 1802), по доносу рижского гражданского цензора Ф. О. Туманского, был обвинён в «якобинстве», но оправдался.

## Награды
- Орден Святого Георгия 4-й степени (26 ноября 1781, № 329 по кавалерскому списку Григоровича — Степанова)
- Орден Святого Владимира 3-й степени (1785 год)
- Орден Святого Владимира 2-й степени (15 апреля 1792 года)
- Орден Святого Александра Невского (25 октября 1799 года)